# Cycle de Thongor
Le Cycle de Thongor (titre original : Thongor of Valkarth) est un cycle de six romans de fantasy écrits par Lin Carter entre 1965 et 1970. Il retrace les aventures du barbare Thongor à travers la Lémurie, un continent imaginaire censé dater d'il y a un demi-million d'années. 
Les deux premiers tomes sont sortis en français aux éditions Librairie des Champs-Élysées en 1976 et 1977 avant de paraitre en intégralité aux éditions Albin Michel entre 1987 et 1989. En 2012, les Éditions Mnémos ont réédité l'intégrale du Cycle de Thongor en deux volumes, dans une nouvelle traduction accompagnée de certains passages coupés de la première édition française. 
Premier cycle de fantasy de Lin Carter, il s'agit également de sa seule saga entièrement éditée en version française à l'heure actuelle.

## Les tomes du cycle
1. Thongor et le Magicien de Lémurie, Librairie des Champs-Élysées, coll. « Le Masque Fantastique », 1976 ((en) The Wizard of Lemuria, 1965), trad. François Truchaud  (ISBN 2-7024-0545-2)Réédition sous le titre Thongor et la Cité des dragons, Albin Michel, coll. « Épées et Dragons », 1987 (ISBN 2-226-03027-1)
2. Thongor et la Cité des dragons, Librairie des Champs-Élysées, coll. « Le Masque Fantastique », 1977 ((en) Thongor of Lemuria, 1966), trad. Henry Fagne  (ISBN 2-7024-0614-9)Réédition sous le titre Thongor et la Cité de la flamme, Albin Michel, coll. « Épées et Dragons », 1987 (ISBN 2-226-03028-X)
3. Thongor contre les Dieux, Albin Michel, coll. « Épées et Dragons », 1988 ((en) Thongor Against the Gods, 1967), trad. André Graff  (ISBN 2-226-03224-X)
4. Thongor et la Cité des magiciens, Albin Michel, coll. « Épées et Dragons », 1989 ((en) Thongor in the City of Magicians, 1968), trad. Jean-Pierre Labrande  (ISBN 2-226-03228-2)
5. Thongor à la fin des temps, Albin Michel, coll. « Épées et Dragons », 1987 ((en) Thongor at the End of Time, 1968), trad. Jean-Pierre Labrande  (ISBN 2-226-03053-0)
6. Thongor contre les pirates de Tarakus, Albin Michel, coll. « Épées et Dragons », 1989 ((en) Thongor Fights the Pirates of Tarakus, 1970), trad. Jean-Pierre Labrande  (ISBN 2-226-03579-6)

La version française considère que Thongor à la fin des temps est le troisième tome du cycle. Comme il fait directement suite à Thongor et la Cité des magiciens, quatrième tome du cycle, il faut considérer l'ordre ci-dessus comme l'ordre juste.

## Confusion de titres
La première édition française fut produite par l'éditeur Librairie des Champs-Élysées qui sortit les deux premiers tomes en 1976 et 1977 en adoptant des traductions littérales des titres originaux: Thongor et le sorcier de Lémurie (Thongor and the Wizard of Lemuria) et Thongor et la Cité des dragons (Thongor and the Dragon City).
Cependant, l'éditeur Albin Michel, lors de sa réédition des deux premiers tomes en 1987, décida d'utiliser des titres différents de ceux-là. En particulier, Albin Michel choisit de nommer le premier livre Thongor et la Cité des dragons. Or, la traduction littérale du titre anglais Thongor and the Wizard of Lemuria donnerait Thongor et le sorcier de Lémurie. Cela aurait pu ne pas porter à conséquence si le deuxième tome du cycle de Thongor ne se nommait pas, dans sa version originale anglaise, Thongor and the Dragon City (soit littéralement Thongor et la cité des/du dragon(s)). Nous ignorons s'il s'agit là d'une confusion de la part de l'éditeur entre les noms originaux des deux premiers volumes ou d'un changement volontaire (puisque Thongor and the Wizard of Lemuria parle effectivement d'une cité habitée par les rois dragons). Quoi qu'il en soit, cette confusion des titres peut étonner le lecteur francophone. Cependant, l'ordre établi par l'édition française (et donc, par la suite, dans l'édition Albin Michel qui précise sur la couverture le numéro du tome dans le cycle de Thongor) est également sujet à caution, puisque des volumes ont été intervertis et que l'ordre précisé en couverture n'est pas le bon.

## Influences et hommages
Lin Carter fut très influencé par un maître de la fantasy, Robert E. Howard et son Conan le Barbare dans son cyle de Thongor. Le récit, linéaire et progressant par étapes déterminées (i.e. : les héros ont besoin de X qui se trouve à Y et se rendent à Z pour parler à W qui les aidera à trouver X), est clairement inspiré des caractéristiques de style et de construction de récit des débuts de la littérature pulp.
Ayant travaillé par ailleurs avec son collègue et ami Lyon Sprague de Camp sur la ré-édition en volumes des aventures de Conan et ayant lui-même rédigé plusieurs nouvelles de la saga Conan, on peut raisonnablement penser que Thongor a pour modèle le barbare de Robert E. Howard. Il partage un certain nombre de points communs avec celui-ci ; 
- Ils viennent tous deux des plaines du Nord de leur continent (la Cimmérie pour Conan et Valkarth pour Thongor) ;
- Ils méprisent la magie et préfèrent de loin faire confiance à leur force physique et/ou à leur épée ;
- Ils vénèrent tous deux un dieu guerrier (Crom pour Conan et Gorm pour Thongor) qui n'aide pas ses fidèles mais leur promet une place d'honneur à un banquet éternel s'ils se sont bien battus ;
- Ils sont tous deux pragmatiques et ne réfléchissent que sur ce qu'ils sont en mesure de modifier (Thongor comme Conan préfèrera réclamer de la nourriture lorsqu'il se trouve jeté en prison plutôt que se lamenter sur son sort, ce qui n'est pas productif) ;
- Ils ont tous deux exercé de nombreux métiers et activités : voleur, guerrier, mercenaire, soldat, pilleur, aventurier, etc.

Dans sa critique pour Casus Belli, Roland C. Wagner décrit Thongor comme un « sous-Conan » et regrette que Carter n'ait jamais su se dégager de l'influence de Robert Howard.

## Personnages principaux
- Thongor de Valkarth : grand guerrier musclé et puissant, personnage principal de la saga. Il est originaire des plaines nordiques de Valkarth, croit en le dieu Gorm et en son épée. Il deviendra sark (roi) de Patanga et sarkon (empereur) du sarkonat des sept cités qui deviendra par la suite l'Empire d'Or.
- Ald Turmis : mercenaire ami de Thongor, il l'aidera plusieurs fois à s'échapper de prison avant de se joindre à l'équipe du héros. Originaire de Zangabal. Après les évènements du deuxième tome, Thongor le nommera sark de Shembis.
- Phal Thurid : sark dément de la cité de Thurdis, manipulé par un nain à moitié monstrueux qui sévit dans les profondeurs de la cité. Il rêve de conquête et ambitionne de voir flotter son drapeau sur toutes les cités libres de Lémurie. Il sera tué par un de ses lieutenant, Barand Thon, lors de la défaite de son armée aux pieds de la cité de Patanga.
- Sharajsha de Zaar : légendaire magicien de Lémurie, il vit en ermite depuis des années sur les hauteurs de la jungle de Chush lorsqu'il rencontre Thongor et l'entraine dans une quête qui mènera à la sauvegarde de l'humanité et à l'extinction des Rois Dragons.
- Karm Karvus : prince héréditaire de la cité-État de Tsargol, il est écarté au profit d'un autre prétendant qui bénéficie des faveurs d'un prêtre corrompu d'un culte maléfique. Tombé en disgrâce, il est condamné à mort pour avoir laissé Thongor s'enfuir avant d'échapper à son sort avec le barbare qui deviendra son grand ami.
- Sumia de Patanga : princesse de Patanga, elle est destinée à être sacrifiée pour avoir refusé les avances du prêtre corrompu qui dirige la cité de son père. Elle sera libérée et séduite par Thongor. De retour à Patanga, après avoir mis à mal le régime de Phal Thurid, elle sera couronnée reine de la cité et épousera Thongor.
- Xothum : le Roi Vampire qui terrorise la cité perdue d'Omm depuis un millénaire. Il sera l'un des ennemis de Thongor dans le second tome du cycle. Scientifique génial, il invente entre autres un énorme dispositif magnétique dont Thongor se servira pour mettre fin à la guerre entre Thurdis et Patanga. Il sera tué par l'une de ses victimes, Narjan Zash Dromor, qui deviendra le souverain de la cité d'Omm.
- Mardanax de Zaar : apparu dans le quatrième tome comme la tête pensante maléfique de la Cité des Magiciens, Mardanax sera également à l'origine des malheurs de Thongor dans le cinquième tome de ses aventures et retiendra captif sa femme et ses enfants.
- Karshtar : dit le Loup Rouge de Tarakus, il est le chef des pirates qui menacent le royaume de Thongor dans le sixième et dernier tome de ses aventures.

## La Lémurie
La Lémurie est un continent imaginaire créé par Lin Carter comme cadre aux aventures de son héros, le barbare nordique Thongor. Il s'agit d'un continent mythique, situé au mitant du Pacifique voilà un demi-million d'années, soit avant les civilisations égyptiennes, babyloniennes ou sumériennes. Carter précise que la Lémurie n'est qu'un autre nom pour le continent disparu de Mu, historiquement antérieur à l'autre civilisation mythique de l'Atlantide. La Lémurie est donc historiquement datée du pléistocène, première période du quaternaire. Toujours selon Carter, une civilisation avancée (qui connaît des rudiments de sciences évoluées) y aurait vécu, aux côtés des tigres à dents de sabre et des dinosaures. C'est sur ces terres mythiques, succédant à l'Hyperborée, que Thongor et ses compagnons d'aventures vivent et évoluent. 
Carter trouva bien sûr sa source d'inspiration pour la Lémurie dans les textes concernant le continent perdu de Mu (ou Lémurie), hypothèse émise par des zoologistes vers 1870 pour expliquer l'existence des lémuriens à une époque où la théorie de la dérive des continents était inconnue.

### Géographie lémurienne
La géographie du continent ne fut pas très élaborée par Lin Carter, qui traça seulement trois cartes peu précises permettant de suivre très globalement les périples de Thongor. Toute tentative d'explication n'est d'ailleurs pas aidée par le fait que les noms des villes et des régions diffèrent en fonction des cartes. On peut cependant noter la présence de quatre "nations" ou régions distinctes d'Est en Ouest ; Kovia, Ptartha (ces deux régions sont séparées par le Golfe de Patanga), Nianga et, enfin, la Région des Grandes Plaines à l'extrême Ouest.
Ces régions sont bordées au Sud par la Mer du Sud et au Nord par une chaîne de montagnes infranchissables. Bizarrement, alors que Thongor lui-même est censé venir des plaines nordiques de Valkarth, cette région n'est pas représentée sur les cartes dessinées par Carter. On imagine cependant qu'il s'agit de la partie Nord des Grandes Plaines, au Nord-Ouest du continent. 
Vous trouverez ci-dessous une liste des villes et reliefs naturels majeurs de Lémurie, classés par régions : 
- Kovia : Tadorna/Cadorna, jungle de Chush, Cité perdue de Omm, Shembis, Thurdis
- Ptartha : Patanga, Zangabal, Pelorn, Tarakus, la rivière Amapon, Tsargol
- Nianga : Vozashpa, marais de Dalakh, Darundabar, cordillère de l'Ardath, la Montagne Noire
- Région des Grandes Plaines : jungle d'Ardath, Zaar, Althaar, Oyb
- Hors-carte : les plaines de Valkarth, la mer intérieure de Neol-Shendis

### Vocabulaire et glossaire lémuriens
Lin Carter a inventé un glossaire de néologismes pour désigner la faune et la flore de Lémurie, ainsi que les titres d'ordre militaire et politique dans les différents nations et cités-états du continent. Ce lexique complet, d'une dizaine de page, peut être trouvé en appendice aux tomes suivants avec quelques variations : Thongor et la Cité des dragons et Thongor et la Cité de la flamme. 
Le quatrième tome, Thongor et la Cité des Magiciens, propose en annexe un Glossaire des personnages cités dans les livres lémuriens, qui reprend, sous forme de courtes notices biographiques, des informations sur les personnages historiques de la civilisation lémurienne.

## Adaptation encomic
Thongor a connu les honneurs d'une adaptation en comic en 1973, chez Marvel. Ne disposant pas d'un comics en son nom, Thongor est apparu dans le série Creatures on the Loose, du numéro 22 de mars 1973 au numéro 29 de mai 1974. Puisqu'il s'agissait d'une série sans auteur fixe, de nombreux scénaristes, dessinateurs et coloristes se sont succédé sur ces huit numéros mettant en scène le barbare de Lémurie. L'histoire était une adaptation moyennement fidèle, agrémentée de passages et de personnages originaux, de la première aventure de Thongor, Thongor et la Cité des dragons.

- #22 Thongor! Warrior of Lost Lemuria! - 15 planches (scénario : George Alec Effinger/ dessins : Val Mayerik)
- #23 Where Broods the Demon! -15 planches (scénario : George Alec Effinger/ dessins : Val Mayerik)
- #24 Red Swords, Black Wings -15 planches (scénario : George Alec Effinger/ dessins : Val Mayerik)
- #25 The Wizard of Lemuria! -15 planches (scénario : George Alec Effinger[6]/ dessins : Val Mayerik)
- #26 Tower of the Serpent-Women! -15 planches (scenario : Gardner Fox/ dessins : Val Mayerik)
- #27 In the Crypts of Yamath! -16 planches (scénario : Gardner Fox/ dessins : Val Mayerik)
- #28 Mountain Thunder! -16 planches (scénario : Steve Gerber/ dessins : Vicente Alcazar)
- #29 Lord of Chaos! -18 planches (scénario : Steve Gerber/ dessins : Vicente Alcazar)

Les couvertures étaient respectivement signées Gil Kane (#22, 23 ,24, 25 et 29) John Romita (#25 et 28) et enfin Vicente Alcazar.